# Campionatul Mondial de Scrimă din 1950
Campionatul Mondial de Scrimă din 1950 s-a desfășurat la Monte Carlo în Principatul Monaco.

## Rezultate

### Masculin
| Probă                 | Aur | Argint                                                                                         | Bronz |
| Spadă la individual   | Mogens Lüchow (DEN)                                                                                         | Carl Forssell (SWE)                                                                            | Dario Mangiarotti (ITA)                                                                                                  |
| Spadă pe echipe       | Italia Giorgio Anglesio Giuseppe Delfino Edoardo Mangiarotti Dario Mangiarotti Fiorenzo Marini Carlo Pavesi | Franța René Bougnol Jehan Buhan Henri Guérin Maurice Huet Claude Nigon Michel Pécheux          | Suedia Ingemar Bondeson Per Carleson Sven Fahlman Carl Forssell Berndt-Otto Rehbinder Nils Rydström                      |
| Floretă la individual | Renzo Nostini (ITA)                                                                                         | Jehan Buhan (FRA)                                                                              | Jacques Lataste (FRA) |
| Floretă pe echipe     | Italia Manlio Di Rosa Edoardo Mangiarotti Alessandro Mirandoli Renzo Nostini Giorgio Pellini Saverio Ragno  | Franța René Bougnol Jehan Buhan Christian d’Oriola Jacques Lataste Adrien Rommel Claude Netter | Egipt · Osman Abdel Hafeez · Salah Dessouki · Roland Steinauer · Hassan Hosni Tawfik · Mahmoud Younes · Mohamed Zulficar |
| Sabie la individual   | Jean Levavasseur (FRA)                                                                                      | Vincenzo Pinton (ITA)                                                                          | Gastone Darè (ITA) |
| Sabie pe echipe       | Italia Gastone Darè Arturo Ferrando Roberto Ferrari Aldo Montano Vincenzo Pinton Mauro Racca                | Franța Jacques Lefèvre Jean Levavasseur Jean Parent Maurice Piot Jean-François Tournon         | Egipt · Ahmed Abou-Shadi · Salah Dessouki · Mohamed Abdel Rahman · Roland Steinauer · Mahmoud Younes · Mohamed Zulficar  |

### Feminin
| Probă                 | Aur                                                                                  | Argint                                                                                   | Bronz |
| Floretă la individual | Ellen Preis (AUT)                                                                    | Renée Garilhe (FRA)                                                                      | Friedrieke Filz (AUT)                                                                                      |
| Floretă pe echipe     | Franța Jacqueline Baudot Odette Drand Renée Garilhe Françoise Gouny Lylian Guyonneau | Danemarca · Solveig Jørgensen · Edith Knudsen · Kate Mahaut · Grete Olsen · Ulla Barding | Marea Britanie Elizabeth Carnegy Arbuthnott Caroline Drew Mary Glen Haig Gillian Sheen Margaret Somerville |

## Clasament pe medalii
| Loc | Țară           | Aur | Argint | Bronz | Total |
| --- | -------------- | --- | ------ | ----- | ----- |
| 1   | Italia         | 4   | 1      | 2     | 7     |
| 2   | Franța         | 3   | 4      | 1     | 8     |
| 3   | Danemarca      | 1   | 1      | 0     | 2     |
| 4   | Austria        | 1   | 0      | 1     | 2     |
| 5   | Suedia         | 0   | 1      | 1     | 2     |
| 6   | Egipt          | 0   | 0      | 2     | 2     |
| 7   | Marea Britanie | 0   | 0      | 1     | 1     |